# Elachistocleis cesarii
Espèce
Synonymes
- Engystoma ovale cesarii Miranda-Ribeiro, 1920
- Engystoma ovale lineatum Miranda-Ribeiro, 1920
- Engystoma cesarii mottae Miranda-Ribeiro, 1920

Elachistocleis cesarii est une espèce d'amphibiens de la famille des Microhylidae.

## Répartition
Cette espèce est endémique du Brésil. Elle se rencontre dans les États de Goiás, de São Paulo et du Minas Gerais.

## Publication originale
- Miranda-Ribeiro, 1920 : Os engystomatideos do Museu Paulista (com um genero e tres especies novos). Revista do Museu Paulista, vol. 12, p. 281-288 (texte intégral).